# 주말N그대곁에
오원화의 주말N그대곁에는 TBN 광주교통방송(광주, 목포, 해남, 진도 FM 97.3MHz, 여수, 순천, 광양 FM 103.5MHz)에서 주말 낮 12시부터 1시 55분까지 방송했던 광주, 전남지역의 라디오 음악 프로그램이다.